# العقبة (فرع العدين)

تعديل مصدري - تعديل

العقبة محلة تابعة لقرية الغول، التابعة لعزلة الاخماس بمديرية فرع العدين إحدى مديريات محافظة إب في الجمهورية اليمنية، بلغ تعداد سكانها 26 حسب تعداد اليمن لعام 2004.